# Funkids
Funkids es un grupo de música de Georgia, formado por: Kati Samkharadze, Nini Dashniani, Luka Karmazanashvili y Elene Arachashvili. Fueron los encargados de representar a Georgia en el Festival de la Canción de Eurovisión Junior 2012 que se celebró en Ámsterdam, Países Bajos el 1 de diciembre de 2012.

## Intengrantes del grupo
El grupo está formado por 3 niñas y 1 niño. A continuación se muestra una breve descripción de cada uno:

### Kati Samkharadze
Nació en Borjomi (Georgia). Es miembro del elenco de Little Georgians, fue la ganadora del proyecto televisivo Ana Bana y quedó en primer puesto en el Festival de Música Coral que se celebra en Italia.
En 2011, fue premiada en el festival Gogi Dolidze. También participó ese año en la Selección Nacional de Eurovisión Junior para elegir al representante de Georgia en el certamen, quedando en segundo lugar sin poder representar a su país aquel año. Sin embargo, en 2012, con 13 años de edad, lo ha conseguido; siendo miembro de este grupo. Actualmente estudia en el "Enki-Benki Studio".

### Nini Dashniani
Nació en Bruselas (Bélgica). Estudia en una escuela de música para mejorar sus conocimientos y aptitudes para la música. Participó en el musical Oliver. 
En 2012, con tan solo 11 de años de edad, pasó a formar parte del grupo Shesanishnavi Otkheuli para representar a Georgia en Eurovisión Junior.

### Elene Arachashvili
Estudia en el gimnasio "Shavnabada" y en el "Bzikebistudio". Además, también toca el piano. 
En 2012, con tan solo 10 de años de edad, pasó a formar parte del grupo Shesanishnavi Otkheuli para representar a Georgia en el Festival de Eurovisión Junior 2012.

### Luka Karmazanashvili
En 2008, fue el ganador del concurso de música "2008 Stars". 
También participó en el proyecto televisivo "Talentos". En la animación Skupi, él se encarga de poner voz en Georgia al personaje principal, Skupi.
En 2012, con tan solo 12 de años de edad, pasó a formar parte del grupo Shesanishnavi Otkheuli para representar a Georgia en el Festival de Eurovisión Junior.